# Erannis fasciaria
Erannis fasciaria là một loài bướm đêm trong họ Geometridae.